# Andrew Wiggins
Andrew Christian Wiggins (ur. 23 lutego 1995 w Toronto) – kanadyjski koszykarz grający na pozycji rzucającego obrońcy lub niskiego skrzydłowego, reprezentant kraju, obecnie zawodnik Miami Heat. 
Przez jeden sezon grał na Uniwersytecie Kansas. Został wybrany z 1. numerem w drafcie 2014 przez Cleveland Cavaliers, jednak jeszcze przed rozpoczęciem sezonu został wytransferowany do Minnesoty Timberwolves.

## Szkoła średnia

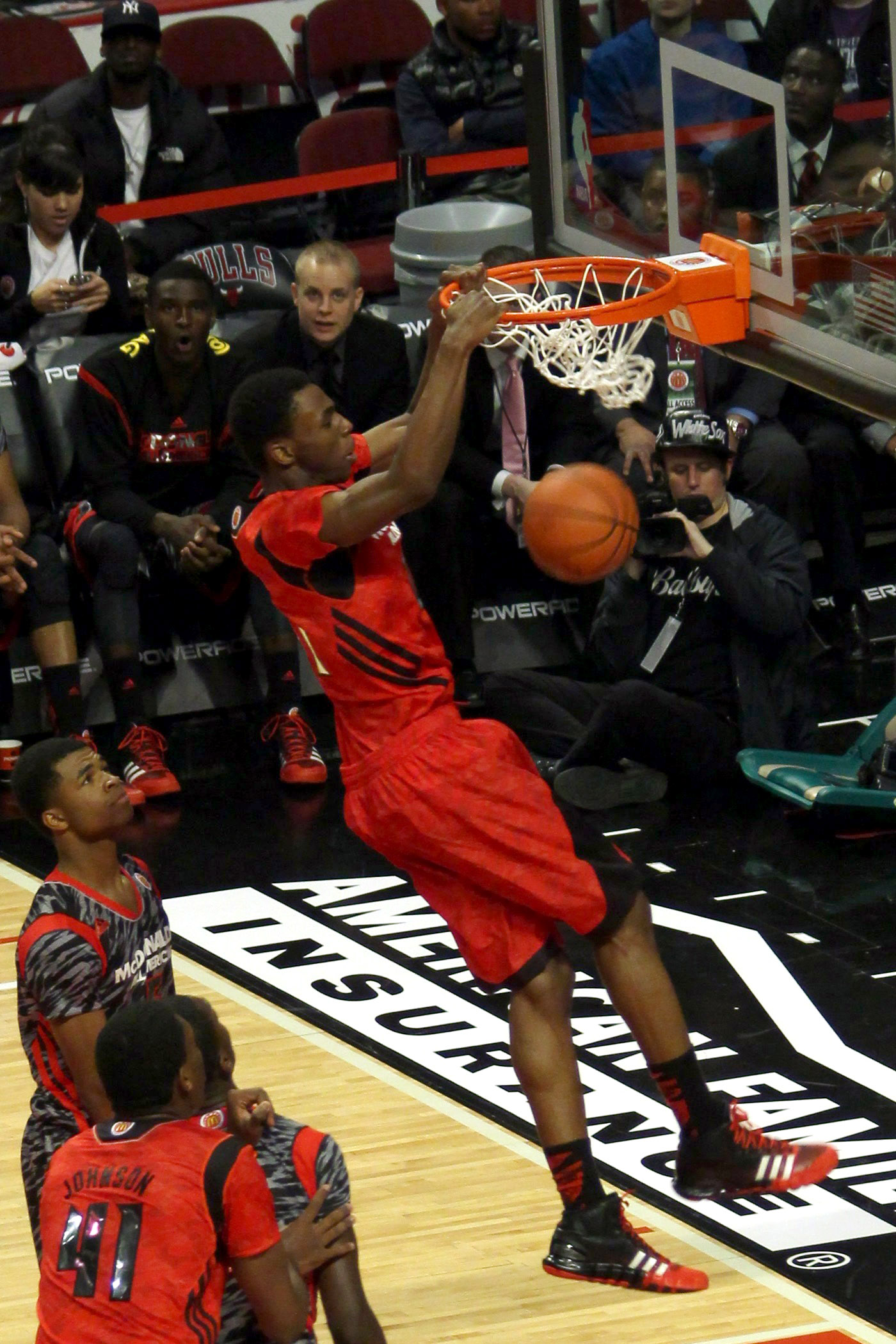
Wiggins wykonujący wsad podczas Meczu Gwiazd McDonalda 2013

Wiggins urodził się w Toronto w Ontario. Jest synem amerykańskiego zawodnika NBA, Mitchella Wigginsa i kanadyjskiej dwukrotnej srebrnej medalistki olimpijskiej, sprinterki Marity Payne-Wiggins.
Przez pierwsze dwa lata szkoły średniej uczęszczał do Vaughan Secondary School w Vaughan. W 2011 zmienił szkołę i swoją edukację kontynuował w Huntington Prep School w Huntington w Wirginii Zachodniej. W 2012 i 2013 wystąpił w meczu wschodzących gwiazd - Nike Hoop Summit.
Wiggins był uznawany za najlepszego zawodnika, który kończy szkołę średnią w 2014, jednak został przeklasyfikowany do oryginalnego rocznika i skończył edukację na tym szczeblu rok wcześniej. Od razu po ogłoszeniu tego, został umieszczony na pierwszym miejscu klasy 2013 przez ESPN, przeskakując dotychczasową „jedynkę”, Jabariego Parkera.
Za swój czwarty sezon (2012/13) w szkole średniej Wiggins otrzymał wiele nagród i wyróżnień, w tym m.in.: Naismith High School Player of the Year, tytuł gracza roku według Gatorade (dla najlepszego gracza amerykańskich szkół średnich; otrzymał to wyróżnienie jako pierwszy Kanadyjczyk), Mr. Basketball USA. Był także uczestnikiem Meczu Gwiazd McDonalda 2013 podczas którego zdobył 19 punktów.

## College
14 maja 2013 Wiggins wybrał ofertę uczelni University of Kansas, gdzie spędził jeden sezon. 8 marca 2014 zdobył 41 punktów w meczu z West Virginia University; była to największa liczba punktów zdobyta przez pierwszoroczniaka w Turnieju Big 12 od 44-punktowego występu Michaela Beasley w 2008. Ogółem, w trakcie sezonu Wiggins zdobywał średnio 17,1 punktu i 5,9 zbiórki na mecz.

## NBA
31 marca 2014 Wiggins zadeklarował się do wzięcia udziału w drafcie 2014. Jako drugi Kanadyjczyk w historii, został wybrany z pierwszym numerem przez Cleveland Cavaliers. 24 lipca podpisał kontrakt z tym klubem. 23 sierpnia, przed rozpoczęciem sezonu, w ramach wymiany trzech drużyn: Cavaliers, Philadelphii 76ers i Minnesoty Timberwolves trafił do tej ostatniej. Został tym samym pierwszą „jedynką” draftu od czasu Chrisa Webbera w 1993 roku, która została wymieniona do innego klubu przed swoim pierwszym występem w NBA.
6 lutego 2020 trafił w wyniku wymiany do Golden State Warriors.

## Kariera reprezentacyjna
Wiggins był członkiem młodzieżowych reprezentacji Kanady. Brał udział w Mistrzostwach Świata do lat 17 w 2010 i mistrzostwach Ameryki do lat 18 w 2012, w obu zdobywając brązowe medale. Podczas turnieju w 2012 był liderem drużyny pod względem zdobywanych punktów (15,2 punktu na mecz).

## Osiągnięcia
Stan na 17 czerwca 2022, na podstawie, o ile nie zaznaczono inaczej.

### NCAA
- Uczestnik turnieju NCAA (2014)
- Mistrz sezonu regularnego Big 12 (2014)
- Najlepszy pierwszoroczny zawodnik konferencji Big 12 (2014)[23]
- Zaliczony do: 
  - II składu All-American (2014)
  - I składu:
    - All-Big 12 (2014)
    - turnieju Big 12 (2014)
    - najlepszych pierwszorocznych zawodników Big 12 (2014)

### NBA
- Mistrz NBA (2022)[24]
- MVP meczu Rising Stars Challenge (2015)[25]
- Debiutant Roku (2015)[26]
- Zaliczony do I składu debiutantów NBA (2015)[27]
- Uczestnik meczu gwiazd NBA (2022)[28]
- Debiutant miesiąca Konferencji Zachodniej NBA (listopad 2014, grudzień 2014, styczeń 2015, luty 2015)[29]

### Reprezentacja
- Zdobywca Kontynentalnego Pucharu Tuto Marchanda (2015)
- Brązowy medalista mistrzostw:
  - Ameryki:
    - 2015
    - U–18 (2012)

  - świata U–17 (2010)
- Zaliczony do I składu mistrzostw Ameryki (2015)
- Lider mistrzostw Ameryki w skuteczności rzutów za 3 punkty (2015 – 51,7%)[30]

## Statystyki

### NCAA
Na podstawie.
| Sezon   | Drużyna | M  | S5 | MPG  | FG%   | 3P%   | FT%   | RPG | APG | SPG | BPG | PPG  |
| ------- | ------- | -- | -- | ---- | ----- | ----- | ----- | --- | --- | --- | --- | ---- |
| 2013/14 | Kansas  | 35 | 35 | 32,8 | 44,8% | 34,1% | 77,5% | 5,9 | 1,5 | 1,2 | 1,0 | 17,1 |

### Statystyki w NBA
Stan na koniec sezonu 2023/24, na podstawie.

#### Sezon regularny
| Sezon   | Drużyna      | M   | S5  | MPG  | FG%   | 3P%   | FT%   | RPG | APG | SPG | BPG | PPG  |
| ------- | ------------ | --- | --- | ---- | ----- | ----- | ----- | --- | --- | --- | --- | ---- |
| 2014/15 | Minnesota    | 82  | 82  | 36,2 | 43,7% | 31,0% | 76,0% | 4,6 | 2,1 | 1,0 | 0,6 | 16,9 |
| 2015/16 | Minnesota    | 81  | 81  | 35,1 | 45,9% | 30,0% | 76,1% | 3,6 | 2,0 | 1,0 | 0,6 | 20,7 |
| 2016/17 | Minnesota    | 82  | 82  | 37,2 | 45,2% | 35,6% | 76,0% | 4,0 | 2,3 | 1,0 | 0,4 | 23,6 |
| 2017/18 | Minnesota    | 82  | 82  | 36,3 | 43,8% | 33,1% | 64,3% | 4,4 | 2,0 | 1,1 | 0,6 | 17,7 |
| 2018/19 | Minnesota    | 73  | 73  | 34,8 | 41,2% | 33,9% | 69,9% | 4,8 | 2,5 | 1,0 | 0,7 | 18,1 |
| 2019/20 | Minnesota    | 42  | 42  | 34,6 | 44,4% | 33,1% | 72,0% | 5,2 | 3,7 | 0,7 | 0,9 | 22,4 |
| 2019/20 | Golden State | 12  | 12  | 33,6 | 45,7% | 33,9% | 67,2% | 4,6 | 3,6 | 1,3 | 1,4 | 19,4 |
| 2020/21 | Golden State | 71  | 71  | 33,3 | 47,7% | 38,0% | 71,4% | 4,9 | 2,4 | 0,9 | 1,0 | 18,6 |
| 2021/22 | Golden State | 73  | 73  | 31,9 | 46,6% | 39,3% | 63,4% | 4,5 | 2,2 | 1,0 | 0,7 | 17,2 |
| 2022/23 | Golden State | 37  | 37  | 32,2 | 47,3% | 39,6% | 61,1% | 5,0 | 2,3 | 1,2 | 0,8 | 17,1 |
| 2023/24 | Golden State | 71  | 59  | 27,0 | 45,3% | 35,8% | 75,1% | 4,5 | 1,7 | 0,6 | 0,6 | 13,2 |
| Razem   |              | 706 | 694 | 34,1 | 44,9% | 35,4% | 72,2% | 4,5 | 2,3 | 1,0 | 0,7 | 18,5 |

#### Play-offy
| Sezon | Drużyna      | M  | S5 | MPG  | FG%   | 3P%   | FT%   | RPG | APG | SPG | BPG | PPG  |
| ----- | ------------ | -- | -- | ---- | ----- | ----- | ----- | --- | --- | --- | --- | ---- |
| 2018  | Minnesota    | 5  | 5  | 32,8 | 44,1% | 33,3% | 60,0% | 5,2 | 2,0 | 0,4 | 0,4 | 15,8 |
| 2022  | Golden State | 22 | 22 | 34,9 | 46,9% | 33,3% | 64,6% | 7,5 | 1,8 | 1,0 | 1,0 | 16,5 |
| 2023  | Golden State | 13 | 12 | 34,0 | 45,9% | 29,7% | 68,1% | 5,6 | 1,9 | 0,8 | 1,2 | 16,7 |
| Razem |              | 40 | 39 | 34,3 | 46,2% | 32,1% | 65,2% | 6,6 | 1,9 | 0,9 | 1,0 | 16,5 |